# Assembly of Caribbean Community Parliamentarians
The Assembly of Caribbean Community Parliamentarians (ACCP) is een onderdeel van de Caricom.
Het parlement (assembly) bestaat uit vier vertegenwoordigers per lidstaat van de Caricom en twee vertegenwoordigers van elk geassocieerde lidstaat. De vergaderingen roteren onder de lidstaten voor zover dit praktisch is.
De oprichting van de ACCP gebeurde op voorstel van de premier van Barbados tijdens de conferentie van regeringshoofden in Grand Anse, Saint George, op Grenada in juli 1988. De feitelijke oprichting gebeurde op 3 augustus 1994 en de inaugurele vergadering vond plaats van 27 tot 29 mei 1996 in Saint Michael op Barbados. Suriname participeerde die dagen niet vanwege de verkiezingsdrukte, maar ook omdat het geen partij was bij de oprichtingsovereenkomst.